# Hans-Detlev Saeger

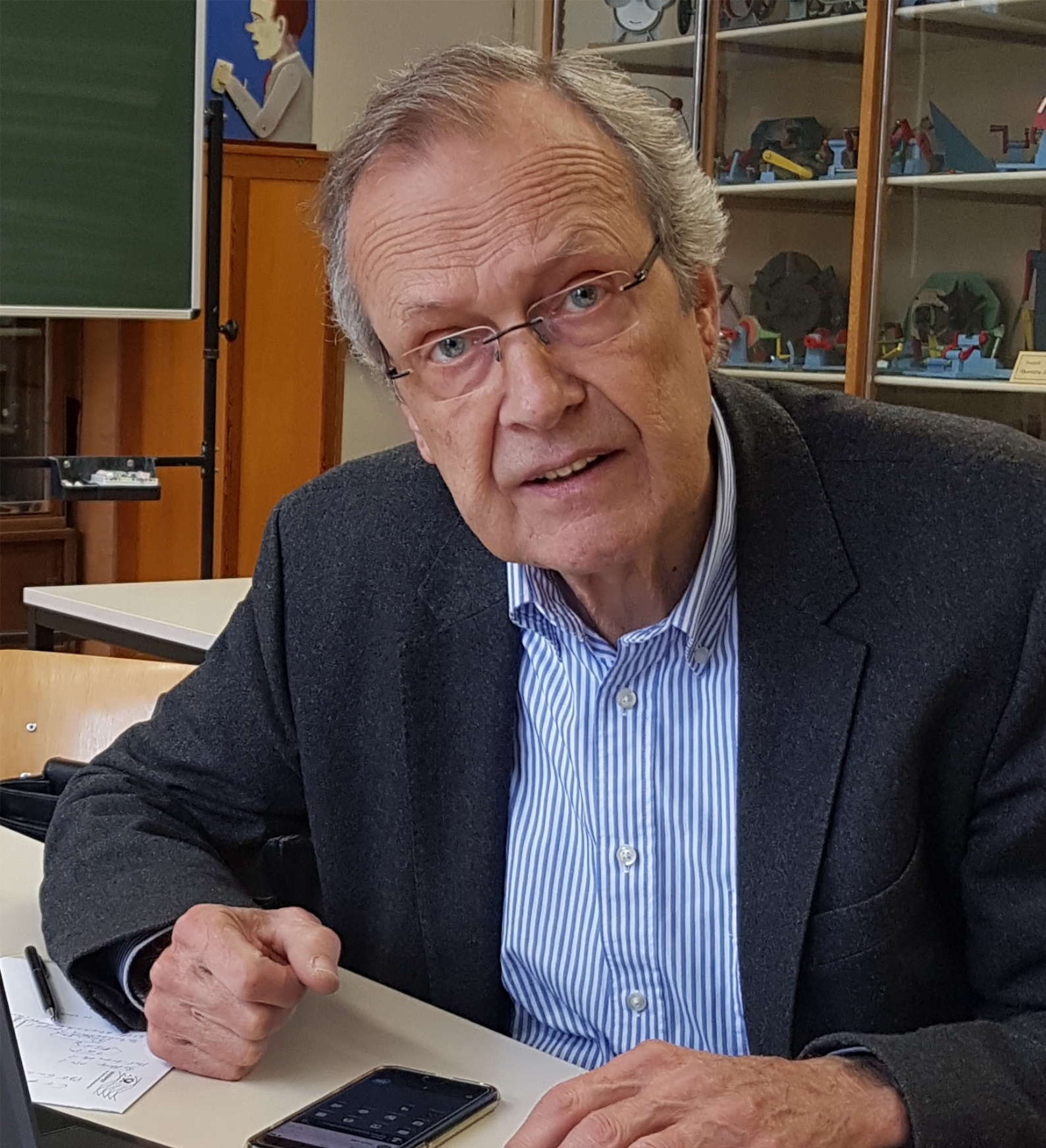
Hans-Detlev Saeger

Hans-Detlev Saeger (* 20. Juli 1946 in Berlin) ist ein deutscher Chirurg und ehemaliger Ordinarius für Chirurgie an der Technischen Universität Dresden.

## Wirken
Saeger studierte von 1965 bis 1971 Medizin an der Freien Universität Berlin, erhielt 1972 die Approbation zum Arzt und promovierte 1973. Seine chirurgische Weiterbildung absolvierte er in Berlin und Mannheim, wo er sich 1986 im Fach Chirurgie habilitierte. Im Jahr 1993 übernahm er den Lehrstuhl für Chirurgie an der TU Dresden und wurde Direktor der Klinik und Poliklinik für Viszeral-, Thorax- und Gefäßchirurgie am Universitätsklinikum Carl Gustav Carus Dresden. Obwohl er 1997 einen Ruf auf den C4-Lehrstuhl für Chirurgie an die Fakultät für Klinische Medizin Mannheim der Universität Heidelberg erhielt, entschied er sich, in Dresden zu bleiben.
Im Jahr 2000 wurde Saeger als Mitglied in die Deutsche Akademie der Naturforscher Leopoldina aufgenommen, von 2002 bis 2005 war er Dekan der Medizinischen Fakultät der TU Dresden und von 2005 bis 2006 Präsident der Deutschen Gesellschaft für Chirurgie.
Von 2009 bis 2015 war Saeger Mitglied des Präsidiums der AWMF (Arbeitsgemeinschaft der Wissenschaftlichen Medizinischen Fachgesellschaften), deren Veranstaltungsreihe „Arbeitskreis Ärzte und Juristen“ er von 2008 bis 2024 betreute. Im Jahr 2012 wurde Jürgen Weitz sein Nachfolger als Ordinarius in Dresden.